# 風雞 (厭勝物)

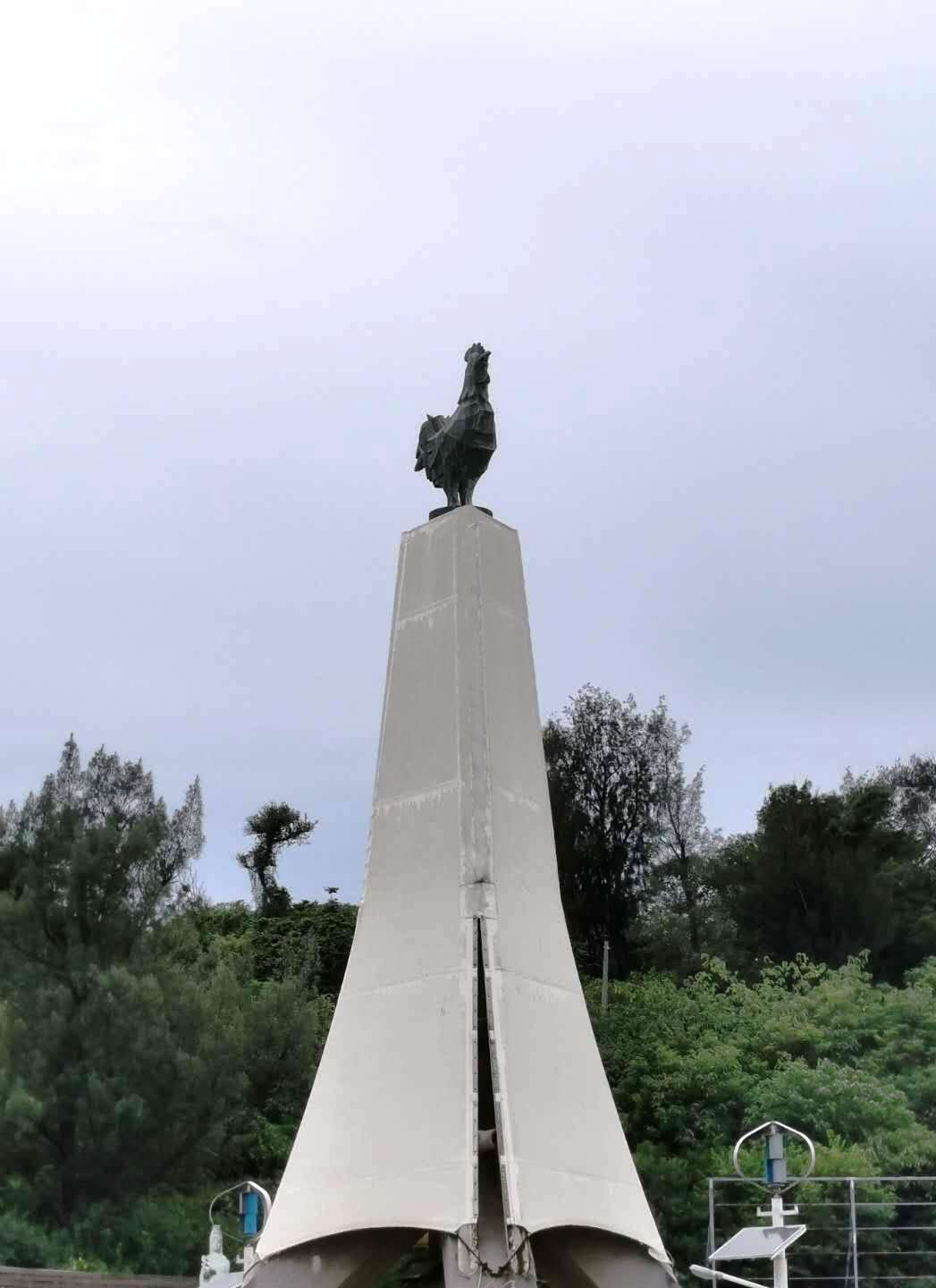
金門烈嶼鄉風雞

風雞是中華民國金門縣烈嶼鄉特有的厭勝物（避邪物），也是烈嶼鄉（小金門）特有的民間信仰，如同風獅爺、北風爺與其他辟邪物一樣，具有鎮風煞、驅邪避災、護宅、保平安的意義。

## 起源
據烈嶼鄉西方地區的耆老所述，由於烈嶼鄉的西方村落通往后宅村落之道路沖社（按風水學謂「路箭」，即路沖），對西方村落的居民不好，在委請了風水師堪輿後後於西方村外圍東北風向處，塑「風雞」及「北風王」來鎮風止煞，使村落免受強風及沖煞的侵擾。
金門屬海島，地小、起伏不大、地多丘陵，故風強，易有白蟻產生。雞，自古以來一直被認為能夠除白蟻、害蟲，因此，風雞的另一層涵義是除蟻害。因為以前寺廟與房舍皆為木造，皆受白蟻侵蛀所擾，因此後來把風雞設置於廟宇附近或是民宅上，含有啄食白蟻之意，後來多以混凝土塑成。金門民間也稱白蟻為「風蟻」，認為白蟻之孳生乃因強風所致，故風雞兼具鎮風煞、除蟻害的作用。

## 涵義
金門的秋冬季節，早晚都籠罩在強勁的風沙下，自然條件貧乏與生活環境上的限制，加上民國三、四十年代（1941年－1951年），台灣海峽兩岸的局勢未穩、戰事頻仍，居民們藉由辟邪物的神靈運作，讓內心能夠均衡、精神上有所寄託與慰藉。另外，公雞有守時報曉的功能，嘹亮的叫聲似乎是要斥退邪惡與黑暗，迎接希望與光明、勇敢與充滿希望，這樣的民間的信仰，又賦予了風雞一些靈力。
而關於把風雞朝向主要強勁季風的風向，則隱含了擋風、止風的用意，後遂衍生成風雞具有鎮邪、制風煞的作用；因此村民在屋頂塑立陶瓷或泥塑的風雞就是期待祂的鎮風煞、驅邪避災、護宅保平安。

## 代表性
金門辟邪物的設置有一定的儀式，也是多年以來所相傳的地方風俗文化，同時也構成了金門縣特殊的民間宗教信仰與人文景觀，在西方村與后宅村之間的風雞碑石記載：「烈嶼先民深受風災、蟲害之苦，因求助無門，村民乃於村口或屋頂豎立風雞，藉以鎮風煞、克白蟻，護宅保平安。風雞因泥塑身漆白色，又稱白雞。由於時空變遷，烈嶼不再有風害與蟲害，但因風雞依舊昂然挺立，精神赳赳、氣宇昂軒的護衛烈嶼這片土地。」，風雞已儼然成為烈嶼地區深具特色的辟邪物。

## 設置位置
- 民宅上方：民宅屋頂上置風雞以驅邪、保平安、防白蟻（護宅）、防制風水上的沖煞為主，其他屋頂上的避邪物常見的有瓦將軍、石獅爺、符令、碗、缽、八卦牌、寶塔、烘爐、仙人掌、石將軍等較常見，在大金門地區還有少見的以砲彈排列的避邪物，風雞更是僅見小金門，深具地方特色。

- 村落：風雞為聚落的避邪物，乃是因為白雞雞冠之血在民俗上有辟除邪魔的功力，因此豎立白公雞，可鎮風防風，又可辟除蟲害、邪魔、化解風水上的沖煞等。早期寺廟多以木材建造，為防白蟻破壞寺廟結構，所以村落的風雞多半座落於寺廟附近。除了風雞以外的村落厭勝物尚有水尾塔、風獅爺、石佛、石將軍等。

## 造型
小金門的西方、南塘、東坑等村外緣，豎有泥塑的公雞，部分民宅上方也會置放風雞以為護宅、驅邪或驅病解厄之目的。誠如風雞碑文所述，大部分風雞身漆白色，頭頂鮮紅色雞冠，因此村民也稱為「白雞」。

## 分布
| 自然村 | 數量 |
| 東林   | 4    |
| 東坑   | 3    |
| 西方   | 3    |
| 青歧   | 1    |
| 上庫   | 2    |
| 埔頭   | 2    |
| 黃厝   | 1    |
| 庵頂   | 1    |
| 南塘   | 1    |
| 西宅   | 1    |
| 上林   | 2    |
| 九宮   | 1    |